# Rosatom
Rosatom (rusko Государственная корпорация по атомной энергии «Росатом») je rusko državno podjetje, ki se ukvarja z jedrsko energijo. Podjetje je bilo ustanovljeno leta 2007, sedež je v Moskvi. Je edino jedrsko podjetje na svetu, ki je vpleteno v vse korake pri proizvodnji jedrske energije.
Leta 2012 je podjetje dobilo za 66,5 milijarde USD naročil iz tujine, od tega 28,9 milijarde za gradnjo jedrskih elektrarn, 24,7 milijarde za uranove izdelke ter 12,9 milijarde za izvoz jedrskega goriva in drugo.

## Projekti
Ruski tlačnovodni reaktor VVER je trenutno najbolj prodajan reaktor po številu naročil. 
| Država     | Enota              | Tip reaktorja  | Status                                                       |
| ---------- | ------------------ | -------------- | ------------------------------------------------------------ |
| Turčija    | Akkuyu 1,2,3,4     | VVER-1200/491  | V gradnji                                                    |
| Belorusija | Belorusija 1       | VVER-1200      | V gradnji                                                    |
| Belorusija | Belorusija 2       | VVER-1200      | V gradnji                                                    |
| Iran       | Bušehr 1           | VVER-1000/446  | V gradnji                                                    |
| Iran       | Bušehr 2           | VVER-1000/446  | V gradnji                                                    |
| Iran       | Bušehr 3           | VVER-1000/446  | V gradnji                                                    |
| Indija     | Kudankulam 1       | VVER-1000/412  | V gradnji                                                    |
| Indija     | Kudankulam 2       | VVER-1000/412  | V gradnji                                                    |
| Indija     | Kudankulam 3 in 4  | VVER-1000/412  | V gradnji                                                    |
| Slovaška   | Močovce 3 in 4     | VVER-440       | Pogajanja                                                    |
| Vietnam    | Ninh Thuan 1 in 2  | VVER-1000/428  | V gradnji                                                    |
| Vietnam    | Ninh Thuan 3 in 4  | VVER-1000/428  | Poganja                                                      |
| Kitajska   | Tianwan-1          | VVER-1000/428  | V gradnji                                                    |
| Kitajska   | Tianwan-2          | VVER-1000/428  | V gradnji                                                    |
| Kitajska   | Tianwan-3 in 4     | VVER-1000/428М | V gradnji                                                    |
| Ukrajina   | Kmelnitskij 3 in 4 | VVER-1000/392B | Pogajanja                                                    |
| Finska     | Hanhikivi 1        | VVER-1200      | Planiran                                                     |
| Bangladeš  | Ruppur 1 in 2      | VVER-1000      | V gradnji                                                    |
| Madžarska  | Paks 5 in 6        | VVER-1200      | Podpisana pogodba, začetek gradnje predviden okrog leta 2018 |
| Jordanija  | Enota 1 in 2       | VVER-1000      | Planiran                                                     |
| Egipt      | Ruppur-1/2         | VVER-2800      | Pogodba podpisana leta 2015                                  |